# Пиерис японский
Пие́рис японский (лат. Pieris japonica) — вид красивоцветущих кустарников из рода Пиерис семейства Вересковые (Ericaceae). Пиерис японский — популярное декоративное садовое растение.
Ядовитое растение, содержащее токсичный гликозид андромедотоксин.

## Распространение
Ареал вида охватывает Восточный Китай, Японию и Тайвань.

## Биологическое описание
Пиерис японский — изящный медленно растущий кустарник, вырастающий в природе до 3,5 м; в культуре, в зависимости от сорта, имеет высоту от 0,5 до 2 м.
Листья овальные или ланцетовидные, блестящие, длиной до 10 см; взрослые листья зелёные, в молодом возрасте — медно-красные, розовые или белые. Цветки белые, колокольчатые, у культиваров бывают и другой окраски. Цветение обильное; время цветения — март-апрель. Плод — деревянистая пятичленная коробочка.

## Культивирование
Пиерис японский во время цветения не так эффектен, как пиерис красивый, но более морозостоек (выдерживает морозы до минус 30 °C), а потому именно этот вид в наибольшей степени подходит для выращивания в условиях средней полосы России. Для защиты от морозов и весеннего солнца растения с наступлением заморозков можно укрыть лёгким нетканым материалом.
Описание сортов пиериса японского см. в разделе «Сорта» статьи Пиерис.
Низкорослые сорта пиериса японского пригодны для выращивания в закрытых помещениях (см. раздел «Пиерис как комнатное растение» статьи Пиерис).

## Таксономия
В синонимику вида входят следующие названия:
- Andromeda japonica Thunb. — Подбел японский
- Lyonia polita (W.W.Sm. & Jeffrey) Chun — Лиония изящная
- Lyonia popowii (Palib.) Chun — Лиония Попова
- Pieris japonica f. crispa Rehde
- Pieris japonica f. rosea Makino
- Pieris japonica var. taiwanensis (Hayata) Kitam.
- Pieris japonica var. yakushimensis T.Yamaz.
- Pieris koidzumiana Ohwi (1930) — Пиерис Коидзуми. Единого мнения относительно пиериса Коидзуми нет: обычно этот таксон рассматривают как подвид пиериса японского — Pieris japonica subsp. koidzumiana (Ohwi) Hatus. (1971), — но некоторые авторы признают его и как самостоятельный вид.
- Pieris polita W.W.Sm. & Jeffrey (1916) — Пиерис изящный
- Pieris popowii Palib. (1906) — Пиерис Попова
- Pieris ryukuensis hort., nom. inval.
- Pieris ryukyuensis hort., nom. inval.
- Pieris taiwanensis Hayata (1911) — Пиерис тайваньский
- Pieris yakushimensis hort., nom. inval.